# The Barber of Seville (corto de 1944)
The Barber of Seville (titulado en español como El Barbero de Sevilla) es el décimo cortometraje animado de la serie cinematográfica del Pájaro Loco. Fue producido por Walter Lantz Productions y lanzado por Universal Pictures el 22 de abril de 1944.

## Argumento
Loquillo llega a la peluquería de Tony Figaro con la esperanza de conseguir un corte de pelo de la victoria (una referencia de la Segunda Guerra Mundial entonces contemporánea). Al encontrar al propietario de la tienda para un examen físico del ejército, Loquillo intenta cortarse el cabello y el de otros clientes. El primer cliente que llega es un Nativo Americano que pide un tuallas calientes, y Loquillo luego hace un lío lavando la cabeza del hombre, lo que hace que el tocado del hombre se reduzca a un bádminton birdie. El indio enojado luego amenaza con arrancarle el cuero cabelludo a Loquillo por darle el pájaro, pero Loquillo rápidamente golpea al cliente con un mazo y lo envía por la puerta, donde termina de pie perfectamente quieto frente a una tabaquería. Poco después, el segundo y principal cliente de Loquillo es un fornido trabajador de la construcción italianos que pide las obras completas.
Una vez que Loquillo apaga la cabeza con el casco de construcción del hombre, procede a enjabonar el rostro, la barbilla, la boca y los zapatos de su cliente mientras canta Largo al factotum de Rossini. Luego, Loquillo saca una navaja afilada y comienza a afeitar al hombre. Loquillo eleva la silla de barbero al techo mientras canta un aria, permitiendo que el hombre caiga al suelo y destruya la silla. Loquillo luego comienza a balancear groseramente la navaja hacia su asustado cliente, que corre para escapar de él. Se produce una persecución por la barbería mientras Loquillo duplica el ritmo de su canto, hasta que el pájaro carpintero acorrala al hombre en la silla del barbero y procede a afeitarlo y cortarle el pelo a una velocidad frenética.
El trabajador de la construcción es desempolvado y enviado a la puerta en su camino, pero el cliente enojado regresa para darle al pájaro carpintero su karma. El hombre levanta a Loquillo y lo tira a través de una ventana de vidrio y lo devuelve al interior de la tienda, donde el pájaro carpintero aterriza y es golpeado por tazas de afeitar que caen de un estante roto. Como último toque, el palo de barbero cae sobre Loquillo, cuya cabeza se ve atrapada dentro del palo.